# Viel-Saint-Remy
Viel-Saint-Remy és un municipi francès situat al departament de les Ardenes i a la regió del Gran Est. L'any 2007 tenia 245 habitants.

## Demografia

### Població
El 2007 la població de fet de Viel-Saint-Remy era de 245 persones. Hi havia 108 famílies de les quals 40 eren unipersonals (28 homes vivint sols i 12 dones vivint soles), 32 parelles sense fills, 28 parelles amb fills i 8 famílies monoparentals amb fills.
La població ha evolucionat segons el següent gràfic:
Habitants censats

### Habitatges
El 2007 hi havia 142 habitatges, 110 eren l'habitatge principal de la família, 18 eren segones residències i 14 estaven desocupats. 139 eren cases i 3 eren apartaments. Dels 110 habitatges principals, 97 estaven ocupats pels seus propietaris, 11 estaven llogats i ocupats pels llogaters i 2 estaven cedits a títol gratuït; 2 tenien una cambra, 4 en tenien dues, 10 en tenien tres, 26 en tenien quatre i 68 en tenien cinc o més. 45 habitatges disposaven pel capbaix d'una plaça de pàrquing. A 49 habitatges hi havia un automòbil i a 48 n'hi havia dos o més.

### Piràmide de població
La piràmide de població per edats i sexe el 2009 era:
| Homes | Edats   | Dones |
| ----- | ------- | ----- |
| 0     | 95 o +  | 0     |
| 0     | 90 a 94 | 4     |
| 4     | 85 a 89 | 4     |
| 0     | 80 a 84 | 4     |
| 0     | 75 a 79 | 0     |
| 12    | 70 a 74 | 8     |
| 8     | 65 a 69 | 12    |
| 16    | 60 a 64 | 4     |
| 4     | 55 a 59 | 8     |
| 16    | 50 a 54 | 8     |
| 4     | 45 a 49 | 8     |
| 8     | 40 a 44 | 8     |
| 4     | 35 a 39 | 4     |
| 8     | 30 a 34 | 8     |
| 12    | 25 a 29 | 4     |
| 4     | 20 a 24 | 4     |
| 4     | 15 a 19 | 8     |
| 20    | 10 a 14 | 4     |
| 4     | 5 a 9   | 4     |
| 0     | 0 a 4   | 0     |

## Economia
El 2007 la població en edat de treballar era de 152 persones, 118 eren actives i 34 eren inactives. De les 118 persones actives 110 estaven ocupades (60 homes i 50 dones) i 8 estaven aturades (1 home i 7 dones). De les 34 persones inactives 13 estaven jubilades, 11 estaven estudiant i 10 estaven classificades com a «altres inactius».

### Ingressos
El 2009 a Viel-Saint-Remy hi havia 109 unitats fiscals que integraven 259 persones, la mediana anual d'ingressos fiscals per persona era de 16.903 €.

### Activitats econòmiques
Els 3 establiments que hi havia el 2007 eren d'empreses de construcció.
Dels 3 establiments de servei als particulars que hi havia el 2009, 1 era un guixaire pintor, 1 lampisteria i 1 electricista.
L'any 2000 a Viel-Saint-Remy hi havia 24 explotacions agrícoles que ocupaven un total de 1.248 hectàrees.

## Equipaments sanitaris i escolars
El 2009 hi havia una escola elemental.

## Poblacions properes
El següent diagrama mostra les poblacions més properes.